# جونی بی جونز
جونی بی جونز (به انگلیسی Junie B.jones ) نام مجموعه کتابهای نوشته شده با این عنوان توسط باربارا پارک نویسندهٔ آمریکایی میباشد.
ناشر این مجموعه راندم هاوس (به انگلیسی:Rondom House)میباشد این مجموعه اولین بار در سال ۱۹۹۶ منتشر شد.

## شرح کتاب
جونی بی جونز دختری ۶ ساله و بازیگوش و بامزه است که این کتاب‌ها از زبان او نقل می‌شود و در کلاس اول ابتدایی است و چندین اتفاق جالب در این کتاب‌ها می افتد که داستان کتاب را به پیش می‌برد.

## ترجمه به فارسی
یک جلد از مجموعه کتابهای جونی بی جونز توسط خانم معصومه حسین زاده به فارسی ترجمه شده‌است. ناشر:کتاب یار مهربان
چهار جلد از مجموعه کتابهای جونی بی جونز توسط آقای امیرمهدی حقیقت به فارسی ترجمه شده‌است.
- جلد اول: جونی بی جونز و اتوبوس بوگندوی کله پوک
- جلد دوم: جونی بی جونز و قضیهٔ میمون کوچولو
- جلد سوم: جونی بی جونز و وراجی‌های زیادی
- جلد چهارم: جونی بی جونز و چندتا فضولی قایمکی یواشکی